# FN FNC
El FN FNC (siglas en francés de Fabrique Nationale Carabine) es un fusil de asalto calibre 5,56 mm, desarrollado por el fabricante de armas belga Fabrique Nationale de Herstal (FN) e introducido en servicio a fines de la década de 1970.

## Desarrollo

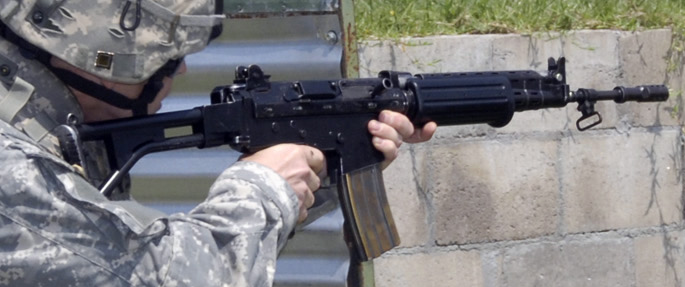
Un soldado estadounidense dispara un FNC a un blanco durante una prueba de tiro bajo tensión.

El fusil fue desarrollado entre 1975 y 1977 para las pruebas de estandarización de la OTAN. El diseño del fusil está basado en el prototipo FNC 76, que a su vez se originó a partir del comercialmente fallido fusil FN CAL. Este prototipo fue rápidamente retirado de las pruebas de la OTAN después de su pobre desempeño debido a su apresurado desarrollo. En pruebas posteriores para las Fuerzas Armadas de Suecia, llevadas a cabo entre 1981 y 1982 con prototipos actualizados, demostraron la utilidad y eficiencia del diseño, impresionando tanto al Ejército sueco como al Ejército belga. El FN FNC fue finalmente adoptado por las Fuerzas Armadas de Bélgica en 1989, como un reemplazo del FN FAL de 7,62 mm, después de haber sido suministrado en pequeñas cantidades a las unidades de infantería aerotransportada por varios años.
Indonesia compró aproximadamente 10 000 fusiles en 1982 para su Fuerza Aérea, comprando más tarde una licencia para fabricar estos fusiles y suministrarlos a todas las ramas de sus Fuerzas Armadas. La empresa indonesia PT Pindad fabrica estos fusiles como el Pindad SS1 y el Pindad SS2. Una versión del FNC adaptada para condiciones árticas fue adoptada en 1986 como el fusil estándar de las Fuerzas Armadas de Suecia, con la designación Ak 5, además de ser empleada en cantidades relativamente pequeñas por diversos ejércitos y organizaciones policiales.

## Detalles de diseño

### Mecanismo

Sistema de gases del FNC.

El FN FNC es un arma con selector de disparo y recarga accionada por gas, que tiene un cerrojo rotativo equipado con dos tetones de acerrojado que se encajan en sus correspondientes entalles de la recámara. El cerrojo es rotado y abierta por la interacción del resalte del cerrojo, cuyo entalle está contenido en el portacerrojo. En general, el mecanismo se parece mucho al del AK-47, pero adaptado a un diseño y métodos de producción más avanzados. La parte posterior de la ranura de la manija de amartillado, cortada en la mitad superior del cajón de mecanismos, está protegida por una cubierta accionada por resorte, la cual se abre automáticamente cuando la manija es jalada y se cierra automáticamente cuando esta va hacia adelante.

### Características

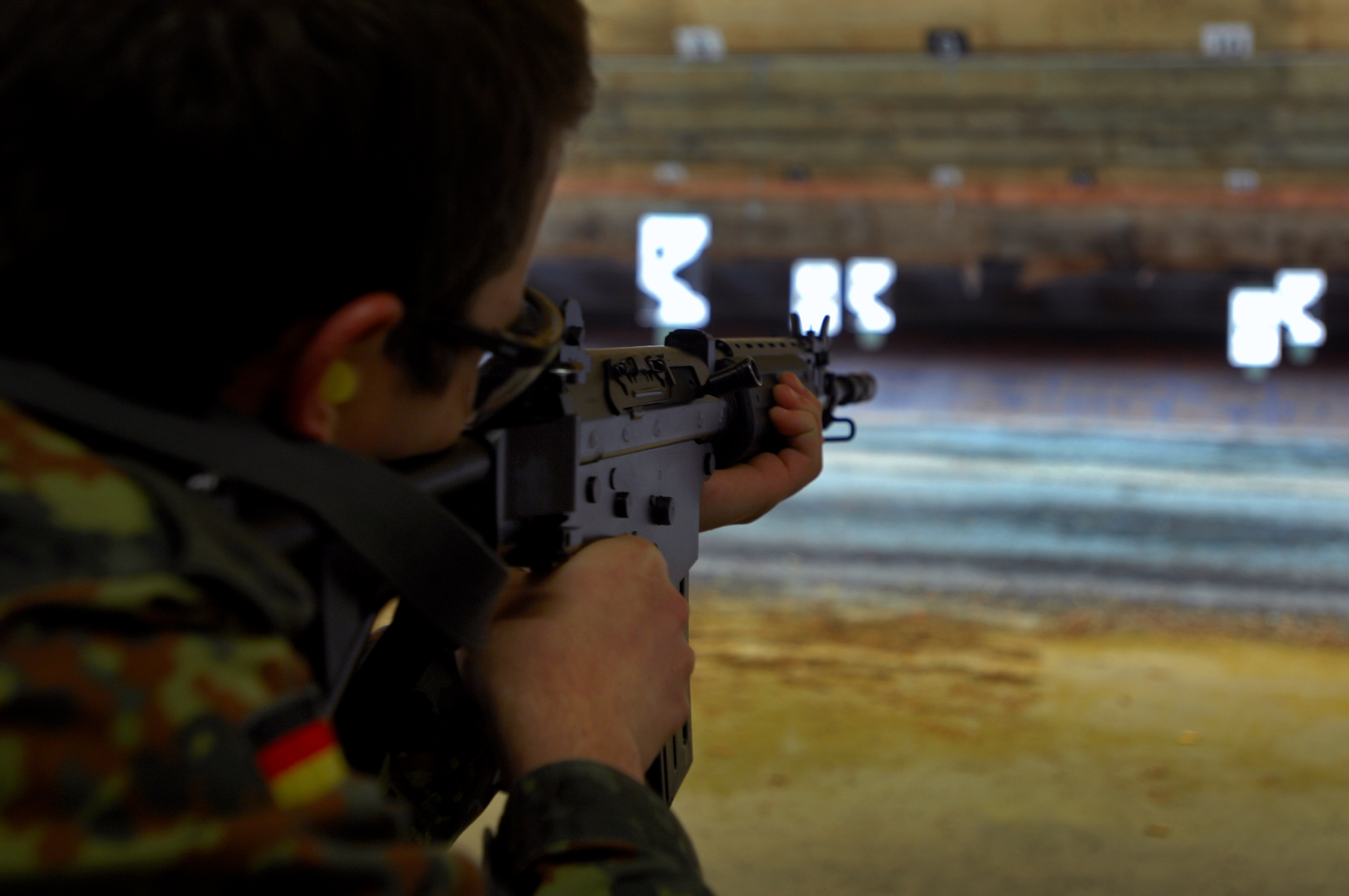
Un soldado alemán apuntando su FN FNC durante una cualificación de armas alemanas/belgas en la Base Aérea de Ramstein, 2009.

El resorte extractor está situado dentro del cabezal del cerrojo, mientras que el eyector es fijo y está remachado en el interior del cajón de mecanismos. El FN FNC tiene una válvula de gas con dos posiciones, un mecanismo de disparo con martillo y un gatillo con selector de disparo, que al mismo tiempo es el seguro del arma y evita disparos accidentales. La palanca del selector está situada en el lado izquierdo del cajón de mecanismos y tiene cuatro modos: "S" - seguro, "1" - modo semiautomático, "3" - ráfaga corta (3 disparos), "A" - modo automático.
El cañón del FN FNC tiene una bocacha apagallamas que también es empleada para lanzar granadas de fusil (solamente el fusil estándar tiene esta capacidad). La válvula del bloque de gases tiene un ajuste que es empleado para aislar el sistema de gas, ofreciendo un mayor volumen de gases para lanzar la granada de fusil. Cuando la manija de acero estampado de la válvula de gas está levantada, actúa como un alza con entalle en V para apuntar la granada de fusil. La cabeza del pistón y su émbolo, así como el bloque de la portilla de gases, el ánima del cañón y la recámara están cromados para minimizar los efectos de la acumulación de hollín.
El fusil es alimentado mediante cargadores de acero con capacidad de 30 cartuchos, que son intercambiables con los cargadores del fusil estadounidense M16 (sistema STANAG 4179). Después de disparar el último cartucho, el cerrojo quedará cerrado porque no tiene un retén que automáticamente lo mantenga abierto. Sin embargo, la manija del cerrojo puede accionarse manualmente para dejar abierto el cerrojo. Los cargadores del FN FNC pueden emplearse en los fusiles AR-15/M16, pero su teja elevadora no mantendrá el cerrojo abierto tras disparar el último cartucho, a menos que haya sido reemplazada por una teja elevadora como la del cargador del M16.
La culata esquelética de aleación ligera enfundada en plástico se pliega hacia el lado derecho del cajón de mecanismos. También está disponible una culata fija de poliamida.
La mitad superior del cajón de mecanismos está hecha de chapa de acero estampada, mientras que la mitad inferior y el brocal del cargador están hechos de una aleación de aluminio.

### Mecanismos de puntería
El fusil tiene un alza pivotante en L, que se puede ajustar en azimut y tiene dos aberturas para distancias de 250 m y 400 m, mientras que al punto de mira se le puede ajustar la elevación. Se le pueden instalar miras telescópicas, como la Hensoldt de 4x aumentos con ayuda de un adaptador montado en el cajón de mecanismos.

### Accesorios
El equipo estándar suministrado con el FNC incluye una bayoneta de pincho o una variante de la bayoneta estadounidense M7 (usando un adaptador de riel) y una correa portafusil. El fusil puede utilizarse con un bípode montado en el cañón y un adaptador para cartuchos de fogueo.

## Variantes
El FN FNC es producido en dos configuraciones principales: un fusil y una carabina. El fusil Modelo 2000 y la carabina Modelo 7000 tienen cañones cuya ánima tiene 6 estrías a dextrógiro y una tasa de rotación de 178 mm (1:7 pulgadas) para estabilizar la bala belga SS109 más larga y pesada. El fusil Modelo 0000 y la carabina Modelo 6000 tienen cañones con una tasa de rotación de 305 mm (1:12 pulgadas) para la bala estadounidense M193 más ligera y corta.
La Fabrique Nationale también ofrece carabinas semiautomáticas Law Enforcement:[cita requerida] la Modelo 7030 con una tasa de rotación de 178 mm (1:7 pulgadas) y la Modelo 6040 con una tasa de rotación de 305 mm (1:12 pulgadas). Estas carabinas semiautomáticas tienen un cañón de 410 mm de longitud, también siendo capaces de lanzar granadas de fusil y montar una bayoneta.     

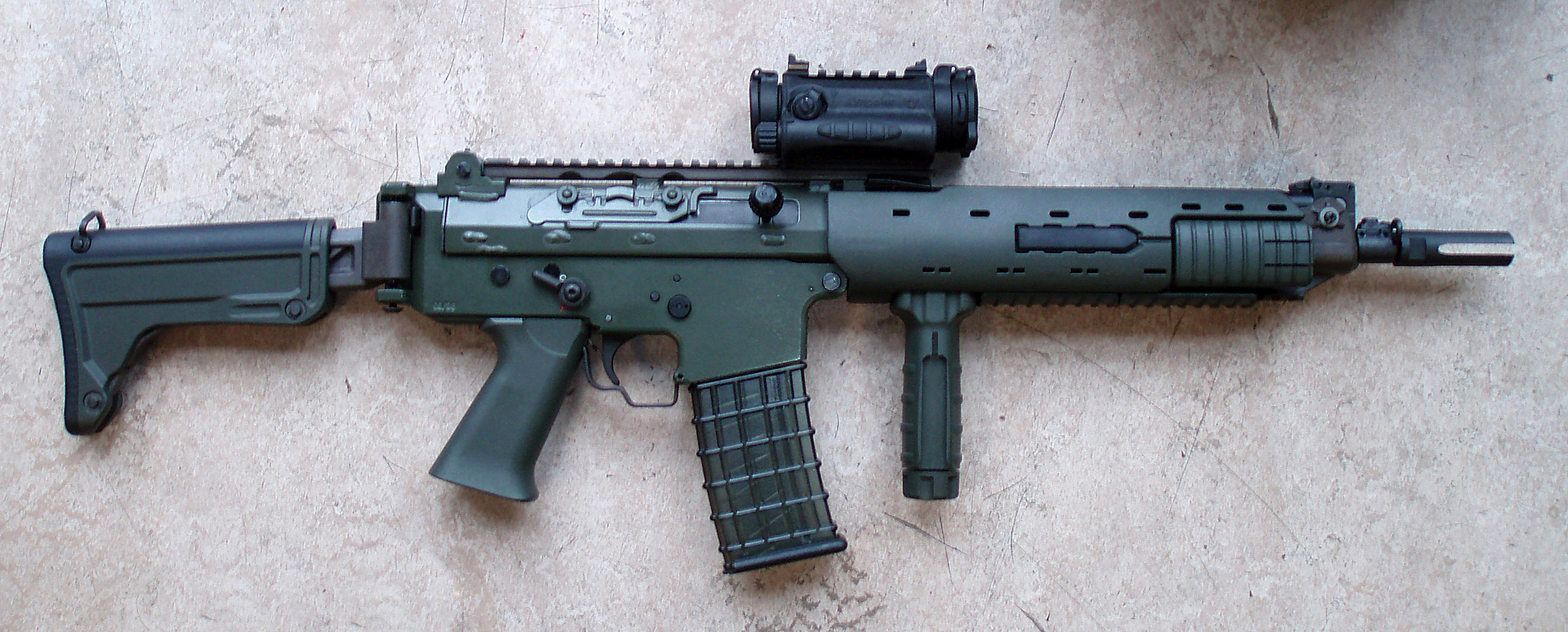
El Ak 5C es la última versión sueca del FNC.

### Suecia
El fusil sueco estándar construido por la Bofors Ordnance (hoy BAE Systems Bofors), es un fusil Modelo 2000 modernizado que no tiene el modo de ráfaga corta. Fue aceptado en servicio en 1986 con la designación Ak 5, después de extensas pruebas y recibir varias modificaciones, reemplazando al Ak 4 de 7,62 mm (copia bajo licencia del Heckler & Koch G3). Bofors ha producido varias versiones del Ak 5 básico: el Ak 5B (equipado con una mira óptica británica SUSAT de 4x aumentos, pero sin alza ni punto de mira), el Ak 5C (una versión modular diseñada para ser compatible con diversos accesorios) y el Ak 5D (una versión compacta para tripulantes de vehículos).

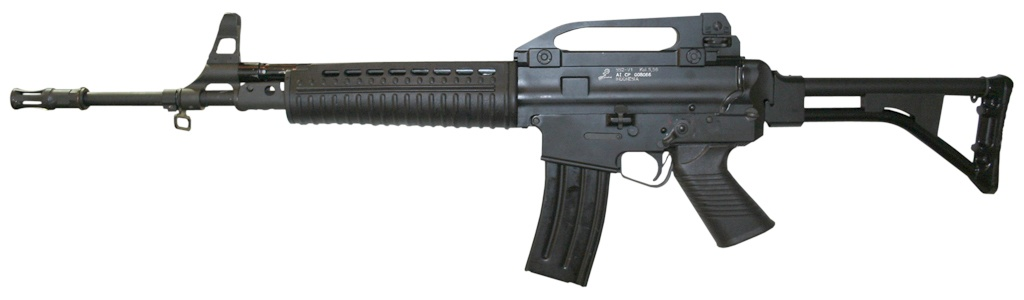
El Pindad SS2-V1 es la última versión indonesia del FNC.

### Indonesia
En Indonesia se produce bajo licencia una versión modificada del FN FNC llamada Pindad SS1, con adaptaciones para las condiciones climáticas de la jungla tropical, que es el fusil de asalto estándar de las Fuerzas Armadas de Indonesia. El Pindad SS2 es una versión actualizada del Pindad SS1. Desde 2006, los fusiles Pindad SS2 están entrando en servicio en el Ejército y la Policía de Indonesia, a fin de reemplazar gradualmente a los fusiles Pindad SS1 que están en servicio desde la década de 1990.

## Usuarios
- Bélgica: Fusil de asalto estándar del Ejército Belga; usado en las versiones larga y carabina, con las designaciones FNC M2 y FNC M3 respectivamente.[7][8]
- El Salvador: Fusil de asalto estándar de la Policía Militar Salvadoreña (PM)
- Indonesia: Adquirió 10 000 unidades en 1982.[9] Después lo fabricó bajo licencia con la designación Pindad SS1.[10]
- Nigeria[11]
- República Democrática del Congo[11]
- Sri Lanka[11]
- Suecia: Introducido en servicio en 1986 y fabricado bajo licencia por Bofors Carl Gustav bajo la designación Ak 5 (Automatkarbin 5).[12]
- Tonga[11]
- Venezuela[11]